# Norman (Illinois)
Norman é um dos dezessete distritos do condado de Grundy, Illinois, EUA. De acordo com o censo de 2010, sua população era de 308 habitantes e continha 123 unidades habitacionais.
De acordo com o censo de 2010, a cidade tem uma área total de 17.47 sq mi (45.2 km2), dos quais 16.74 sq mi (43.4 km2) é terra e 0.73 sq mi (1.9 km2) é água.